# El cerco de Leningrado
El cerco de Leningrado es una obra de teatro del dramaturgo español José Sanchis Sinisterra, estrenada en 1994.

## Argumento
Natalia y Priscila son dos mujeres maduras que comparten residencia, el Teatro del Fantasma, un espacio abandonado hace años y a punto de ser demolido. Ambas rememoran los tiempos gloriosos del teatro, así como a Néstor, su director y primer actor, el hombre que compartieron, como esposa (Priscila) y amante (Natalia), respectivamente. Las dos mujeres recuerdan el asesinato de Néstor Coposo hace más de veinte años. De la lectura de El cerco de Leningrado, el texto que Néstor ensayaba cuando desapareció, deducen que su desaparición pudo deberse tanto a la acción de sus enemigos políticos como de sus correligionarios militantes de izquierda. Ambas deciden mantener la defensa del teatro en que han transcurrido sus vidas. El argumento está basado en el hecho real sucedido en Buenos Aires con el Teatro de Pueblo, que fue fundado por Leónidas Barletta y que llegó a ser una ruina durante el periodo de la dictadura argentina. Su esposa fue la afamada actriz Josefa Goldar, quien por años rememoró a su esposo en compañía de una actriz que había sido la amante del afamado director. Roberto «Tito» Cossa fue quien le contó esta historia a Sanchis Sinisterra, y el dramaturgo no pudo olvidarla y escribió esta excelente pieza. El teatrista Roberto Perinelli fue testigo de esta anécdota del teatro argentino.

## Montajes
La obra se estrenó el 10 de marzo de 1994 en el Teatro de Baracaldo, con dirección de Omar Grasso e interpretación de Núria Espert (Natalia) y María Jesús Valdés (Priscila). En 2001 se estrenó en Buenos Aires, con Osvaldo Bonet e interpretado por Alejandra Boero (Natalia) y María Rosa Gallo (Priscila) (luego sustuida por Lidia Lamaison). En 2005, se representó en Lima, Perú, con interpretación de Cecilia Natteri y Violeta Cáceres. Montada de nuevo en España en 2011, en este caso en el Teatro Bellas Artes de Madrid, con Magüi Mira (Natalia) y Beatriz Carvajal (Priscila), dirigidas por José Carlos Plaza. Desde 2013 hasta el 2016 se presentó nuevamente en Argentina, en la ciudad de Mar del Plata, dirigida por Marcelo Cañete, única puesta donde un actor, Federico Farias, interpreta a Natalia, junto a Mery Waller como Priscila.